# Valeri Poliakov
Pour les articles homonymes, voir Poliakov.
Valeri Vladimirovitch Poliakov (en russe : Валерий Владимирович Поляков), né à Toula le 27 avril 1942 et mort le 7 septembre 2022 à Moscou (Russie), est un médecin et cosmonaute. Il a participé à deux missions spatiales à bord de la  station spatiale Mir en tant que spécialiste de médecine spatiale pour évaluer les effets de l'apesanteur sur le corps humain. Il détient depuis 1995 le record du plus long séjour dans l'espace (14 mois).

## Biographie

### Formation
Valeri Poliakov nait en 1942 en Union soviétique à Toula, agglomération de grande taille et centre métallurgique important situé à environ 200 kilomètres au sud de Moscou. Après avoir obtenu en 1965 son diplôme de médecin à l'université médicale no 1 Ivan-Setchenov de Moscou, il travaille durant un an à l'Institut de parasitologie médicale et de médecine tropicale de Moscou. Entre 1971 et 1974 il effectue un troisième cycle à l'Institut des problèmes biomédicaux (IMBP) qui joue un rôle pionnier dans le domaine de la médecine spatiale. A cette époque les soviétiques réalisent les premiers missions de longue durée à bord des stations spatiales Saliout et la capacité des hommes à rester aussi longtemps en apesanteur est un sujet d'études important. Les responsables du programme soviétique décident à l'époque  qu'un médecin est la personne la mieux qualifiée pour évaluer in situ l'impact de l'apesanteur sur le corps humain. Ils parviennent à imposer cette décision malgré les réticences des responsables du Centre d'entraînement des cosmonautes Youri-Gagarine (TSPK), chargé de former les cosmonautes militaires de carrière, et de NPO Energia qui souhaite garder le monopole des astronautes d'origine civile. Profitant de cette opportunité Poliakov se porte candidat et il est sélectionné  le 22 mars 1972 avec deux autres médecins (Guéorgui Matchinski et Lev Smirenni). Face à ses deux concurrents, Poliakov s'impose progressivement comme le favori. En 1976 il devient chercheur au sein de l'IMBP. Il suit une formation de cosmonaute au TSPK entre septembre 1978 et décembre 1979 et à l'issue de celle-ci intègre le corps des cosmonautes avec la qualification de « cosmonaute-chercheur ».

### Cosmonaute

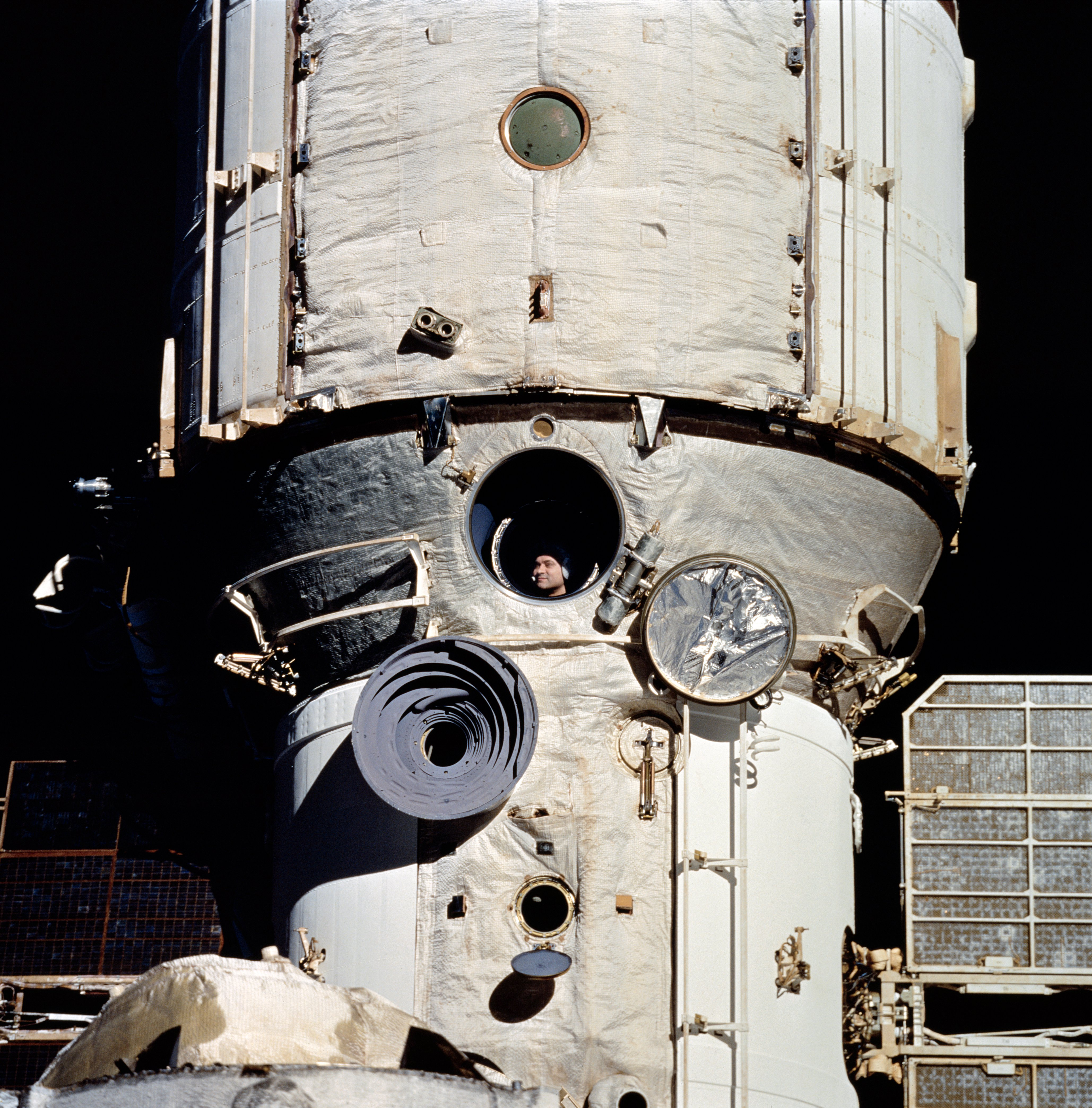
Poliakov derrière le hublot de la station Mir observant la navette spatiale américaine Discovery qui est en train de manœuvrer pour s'amarrer (janvier 1994).

Dès décembre 1979, Poliakov est sélectionné pour faire partie de l'équipage du Soyouz T-3 (lancé en 1980). Mais il est finalement remplacé par un autre cosmonaute car la station Saliout 6 rencontre des problèmes techniques qui font passer au second plan les objectifs biologiques de la mission. En 1977 un deuxième groupe de médecins est sélectionné pour devenir cosmonaute. Poliakov se trouve désormais en concurrence avec Oleg Atkov, issu de cette deuxième sélection, pour la première mission ayant un objectif médical. Au cours de cette mission, le médecin sera chargé du suivi médical de Constantin Feoktistov qui fait partie de l'équipage malgré son âge considéré comme avancé à l'époque (57 ans). Finalement Atkov est sélectionné et Poliakov simple suppléant ne volera pas.
Les problèmes techniques rencontrés par la station spatiale Saliout 7 en fin de vie repoussent de nouveau la date de la première mission spatiale de Poliakov. Le lancement de la station Mir lui permet enfin d'effectuer son premier vol. La mission débute le 29 aout 1988 et Poliakov devient le 66ème cosmonaute soviétique ayant effectué un séjour dans l'espace. Celui-ci dure 240 jours qu'il consacre à des recherches sur le santé des  membres de l'équipage (dont la sienne). A la fin des années 1980 l'Union soviétique envisage une mission avec équipage vers Mars ce qui rend d'autant plus nécessaire d'en savoir plus sur les conséquences d'un séjour de très longue durée dans l'espace. Dans ce domaine le record est détenu depuis 1988 par Moussa Manarov et Vladimir Titov qui ont séjourné  365 jours dans la station Mir. Mais la dissolution de l'Union soviétique en 1991 entraine le gel des missions à but médical. L'institut de médecine spatiale IMBP, dont Poliakov est devenu le directeur adjoint en 1989, fait toutefois pression pour qu'une mission de longue durée soit effectuée. Finalement Poliakov est sélectionné comme membre d'équipage du Soyouz TM-18 qui décolle de Baïkonour le 8 janvier 1994. Il doit séjourner initialement 16 mois dans l'espace mais à la suite du retard pris par le lancement, la mission est raccourcie à 14 mois. Il revient sur Terre le 22 mars 1995 après avoir séjourné dans l'espace 437 jours 17 heures et 58 minutes et établissant un record de durée qui n'est toujours pas battu en 2024.

### Carrière postérieure
Il prend sa retraite de cosmonaute le 1er juin 1995 mais il continue à s'impliquer dans le domaine spatial et participe ainsi en 2000 durant sept jours à l'expérience SFINCSS   de vol spatial de longue durée réalisée au sol. À la suite de sa retraite il est nommé  directeur adjoint du ministère de la Santé publique de Moscou. Il meurt le 7 septembre 2022 à Moscou,,.

## Détail des missions spatiales

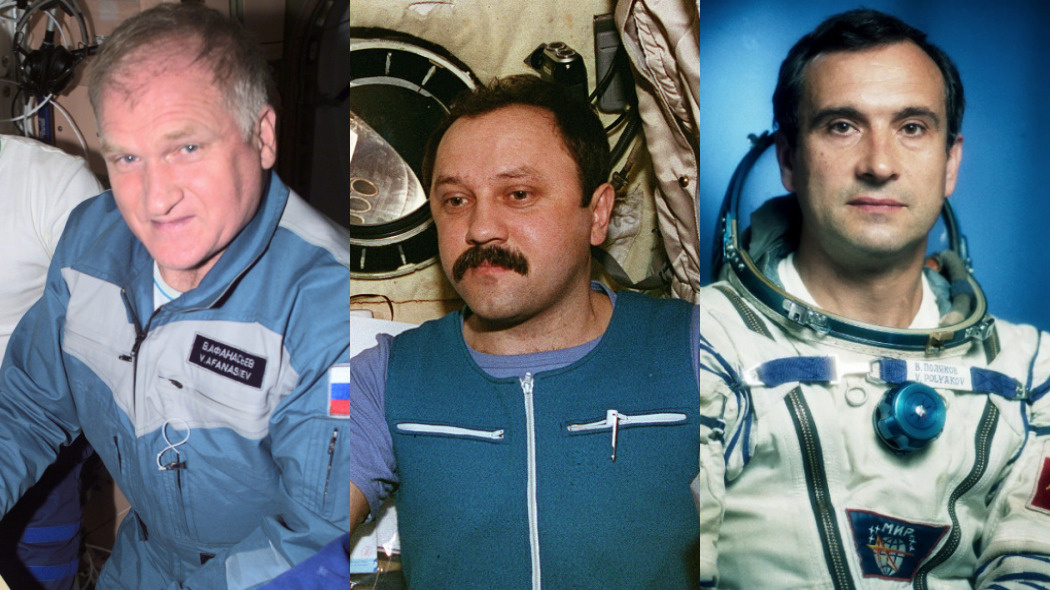
Équipage de la mission Soyouz TM-18.

Valeri Poliakov a effectué deux missions à bord de la station spatiale Mir en tant que spécialiste de médecine spatiale en 1988/1989 et en 1994/1995. La durée totale de ses séjours dans l'espace est de 678 jours 16 heures 33 minutes.

### Mission Mir LD-2
Poliakov fait partie de l'équipage de la mission Soyouz TM-6 qui comprend également  Vladimir Liakhov (commandant) et l'Afghan Abdul Ahad Mohmand. Le vaisseau de type  Soyouz-TM décolle de Baïkonour le 29 août 1988. Il rejoint la station spatiale Mir et entame la mission Mir LD-2.
A l'issue de son séjour à bord de la station Mir, Poliakov revient sur Terre le 27 avril 1989  dans le cadre du vol Soyouz TM-7 qui embarque également Alexandre Volkov et Sergueï Krikalev. Il a séjourné dans l'espace 240 jours, 22 heures et 34 minutes.

### Mission Mir LD-4
Poliakov fait partie de l'équipage de la mission Soyouz TM-18 qui comprend également Viktor Afanassiev et
Iouri Oussatchiov.  Le vaisseau de type  Soyouz-TM décolle de Baïkonour le 8 janvier 1994. Il rejoint la station spatiale Mir et entame la mission Mir LD-4.
A l'issue de son séjour à bord de la station Mir, Poliakov revient sur Terre le 22 mars 1995  dans le cadre du vol 
Soyouz TM-20 qui embarque également  Aleksandr Viktorenko et Elena Kondakova. Son séjour dans l'espace a duré 437 jours, 17 heures et 58 minutes.

### Sources
- (en) David M Hartland, The story of space station Mir, Springer Praxis, 2005 (ISBN 0-387-23011-4) — Histoire de la station spatiale Mir.
- (en) Rex D. Hall, David J. Shayler et Bert Vis, Russian's Cosmonauts inside the Yuri Gagarin training center, Springer Praxis, 2011 (ISBN 978-0-387-21894-6) — Les cosmonautes russes et la et le centre d'entrainement Youri Gagarine.
- (ru) « Валерий Владимирович Поляков », sur Eureka (consulté le 21 septembre 2022)  — Biographie officielle.